# Cantone di Niort-Ovest
Il Cantone di Niort-Ovest era una divisione amministrativa dell'arrondissement di Niort.
A seguito della riforma approvata con decreto del 18 febbraio 2014, che ha avuto attuazione dopo le elezioni dipartimentali del 2015, è stato soppresso.

## Composizione
Comprendeva parte della città di Niort e i comuni di:
- Coulon
- Magné